# Eublepharis turcmenicus
Eublepharis turcmenicus е вид влечуго от семейство Eublepharidae. Видът не е застрашен от изчезване.

## Разпространение и местообитание
Разпространен е в Туркменистан.
Обитава планини, възвишения, склонове и храсталаци.

## Описание
Популацията на вида е стабилна.